# 69. Międzynarodowy Festiwal Filmowy w Wenecji
69. Międzynarodowy Festiwal Filmowy w Wenecji odbył się w dniach 29 sierpnia − 8 września 2012 roku. Imprezę otworzył pokaz amerykańskiego filmu Uznany za fundamentalistę w reżyserii Miry Nair. W konkursie głównym zaprezentowano 18 filmów pochodzących z 12 różnych krajów.
Jury pod przewodnictwem amerykańskiego reżysera Michaela Manna przyznało nagrodę główną festiwalu, Złotego Lwa, południowokoreańskiemu filmowi Pieta w reżyserii Kim Ki-duka. Drugą nagrodę w konkursie głównym, Nagrodę Specjalną Jury, przyznano austriackiemu filmowi Raj: wiara w reżyserii Ulricha Seidla.
Honorowego Złotego Lwa za całokształt twórczości odebrał włoski reżyser Francesco Rosi. Galę otwarcia i zamknięcia festiwalu prowadziła mieszkająca na stałe we Włoszech polska aktorka Kasia Smutniak.

## Członkowie jury

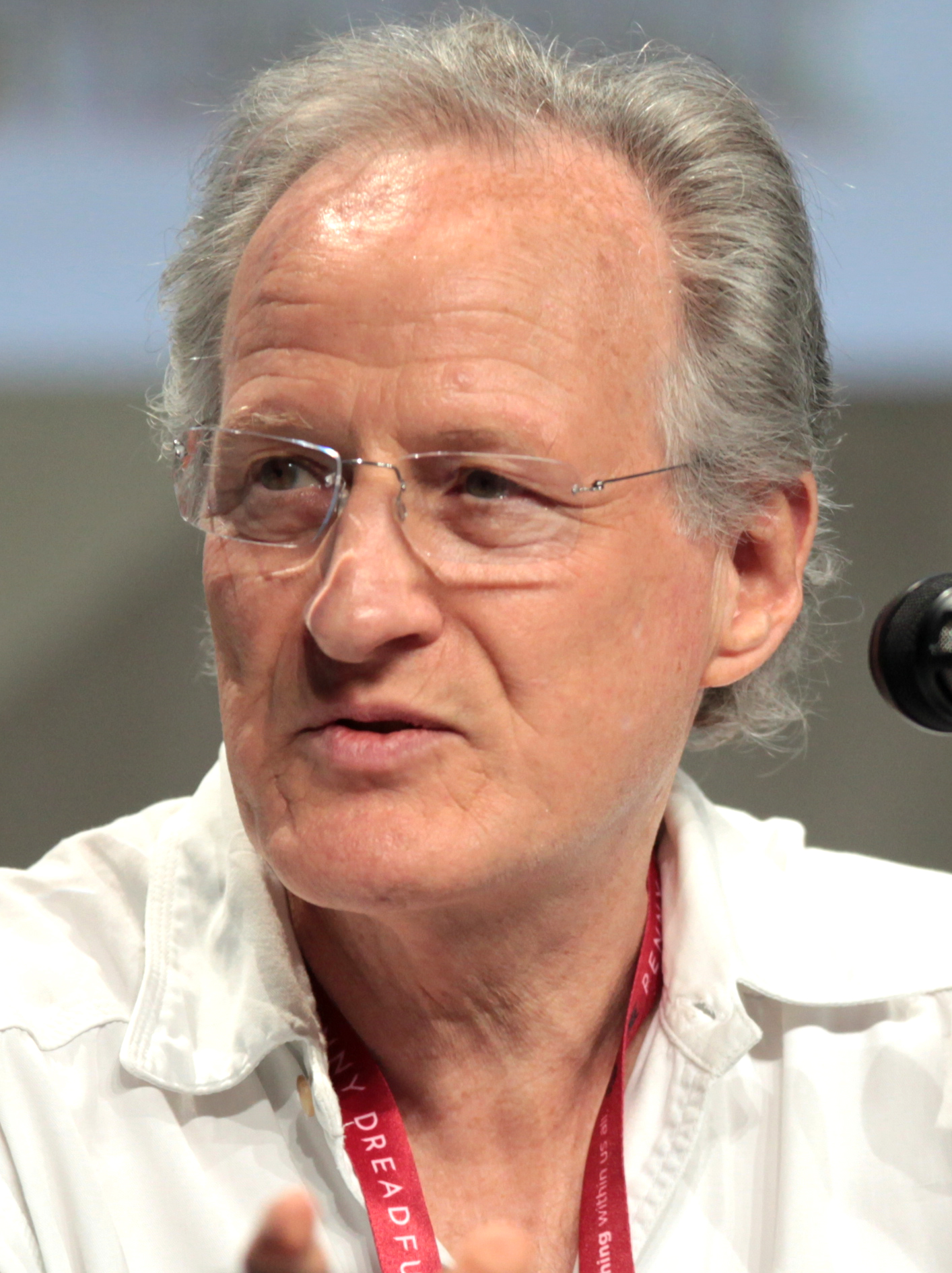
Przewodniczący jury konkursu głównego Michael Mann.

### Konkurs główny
- Michael Mann, amerykański reżyser − przewodniczący jury[6]
- Marina Abramović, serbska artystka performatywna
- Laetitia Casta, francuska aktorka
- Peter Chan, hongkoński reżyser
- Ari Folman, izraelski reżyser
- Matteo Garrone, włoski reżyser
- Ursula Meier, szwajcarska reżyserka
- Samantha Morton, brytyjska aktorka
- Pablo Trapero, argentyński reżyser

### Sekcja „Horyzonty”
- Pierfrancesco Favino, włoski aktor − przewodniczący jury
- Sandra den Hamer, dyrektorka MFF w Rotterdamie
- Runa Islam, bangladeska artystka sztuk wizualnych
- Jason Kliot, amerykański producent filmowy
- Nadine Labaki, libańska reżyserka i aktorka
- Miłczo Manczewski, północnomacedoński reżyser
- Amir Naderi, irański reżyser

### Nagroda im. Luigiego De Laurentiisa
- Shekhar Kapur, indyjski reżyser − przewodniczący jury
- Michel Demopoulos, grecki krytyk filmowy
- Isabella Ferrari, włoska aktorka
- Matt Reeves, amerykański reżyser
- Bob Sinclar, francuski DJ i producent muzyczny

## Selekcja oficjalna

### Otwarcie i zamknięcie festiwalu
|             | Tytuł                     | Reżyseria          | Kraj produkcji    |
| ----------- | ------------------------- | ------------------ | ----------------- |
| Otwierający | Uznany za fundamentalistę | Mira Nair          | Stany Zjednoczone |
| Zamykający  | Człowiek śmiechu          | Jean-Pierre Améris | Francja           |

### Konkurs główny
Następujące filmy zostały wyselekcjonowane do udziału w konkursie głównym o Złotego Lwa:
| Tytuł polski        | Tytuł oryginalny                         | Reżyseria                         | Kraj produkcji    |
| ------------------- | ---------------------------------------- | --------------------------------- | ----------------- |
| Po maju             | Après mai                                | Olivier Assayas                   | Francja           |
| Bez względu na cenę | At Any Price                             | Ramin Bahrani                     | Stany Zjednoczone |
| Poza wściekłością   | アウトレイジ ビヨンド Autoreiji: Biyondo | Takeshi Kitano                    | Japonia           |
| Śpiąca królewna     | Bella addormentata                       | Marco Bellocchio                  | Włochy            |
| Anomalia            | La cinquième saison                      | Peter Brosens i Jessica Woodworth | Belgia            |
| Sprawcą był syn     | È stato il figlio                        | Daniele Ciprì                     | Włochy            |
| Pamiętny dzień      | Un giorno speciale                       | Francesca Comencini               | Włochy            |
| Zdrada              | Измена Izmiena                           | Kiriłł Sieriebriennikow           | Rosja             |
| Wypełnić pustkę     | למלא את החלל Lemale et ha'halal          | Rama Burshtein                    | Izrael            |
| Linie Wellingtona   | Linhas de Wellington                     | Valeria Sarmiento                 | Portugalia        |
| Mistrz              | The Master                               | Paul Thomas Anderson              | Stany Zjednoczone |
| Raj: wiara          | Paradies: Glaube                         | Ulrich Seidl                      | Austria           |
| Namiętność          | Passion                                  | Brian De Palma                    | Niemcy            |
| Pieta               | 피에타 Pieta                             | Kim Ki-duk                        | Korea Południowa  |
| Druga żona          | Sinapupunan                              | Brillante Mendoza                 | Filipiny          |
| Spring Breakers     | Spring Breakers                          | Harmony Korine                    | Stany Zjednoczone |
| Superstar           | Superstar                                | Xavier Giannoli                   | Francja           |
| Wątpliwości         | To the Wonder                            | Terrence Malick                   | Stany Zjednoczone |

### Pokazy pozakonkursowe
Następujące filmy zostały wyświetlone na festiwalu w ramach pokazów pozakonkursowych i specjalnych:

#### Filmy fabularne
| Tytuł polski              | Tytuł oryginalny                         | Reżyseria          | Kraj produkcji     |
| ------------------------- | ---------------------------------------- | ------------------ | ------------------ |
| W szczękach rekina        | Bait                                     | Kimble Rendall     | Australia          |
| Szukając Hortense         | Cherchez Hortense                        | Pascal Bonitzer    | Francja            |
| Reguła milczenia          | The Company You Keep                     | Robert Redford     | Stany Zjednoczone  |
| Rozłączeni                | Disconnect                               | Henry Alex Rubin   | Stany Zjednoczone  |
| Du hast es versprochen    | Du hast es versprochen                   | Alex Schmidt       | Niemcy             |
| Gebo i cień               | O Gebo e a Sombra                        | Manoel de Oliveira | Portugalia Francja |
| Człowiek śmiechu          | L’homme qui rit                          | Jean-Pierre Améris | Francja            |
| Iceman: Historia mordercy | The Iceman                               | Ariel Vromen       | Stany Zjednoczone  |
| Uznany za fundamentalistę | The Reluctant Fundamentalist             | Mira Nair          | Stany Zjednoczone  |
| Pokuta (miniserial)       | 贖罪 Shokuzai                            | Kiyoshi Kurosawa   | Japonia            |
| Wesele w Sorrento         | Den skaldede frisør                      | Susanne Bier       | Dania              |
| Tai Chi 0                 | 太極之零開始 Tai ji 1: Cong ling kai shi | Stephen Fung       | Chiny              |

#### Filmy dokumentalne
| Tytuł polski                    | Tytuł oryginalny                   | Reżyseria                               | Kraj produkcji    |
| ------------------------------- | ---------------------------------- | --------------------------------------- | ----------------- |
| Anton jest tuż obok             | Антон тут рядом Anton tut riadom   | Lubow Arkus                             | Rosja             |
| Bad 25                          | Bad 25                             | Spike Lee                               | Stany Zjednoczone |
| Clarisse (film krótkometrażowy) | Clarisse                           | Liliana Cavani                          | Włochy            |
| Jak widzę swoją przyszłość?     | Come voglio che sia il mio futuro? | Maurizio Zaccaro                        | Włochy            |
| Enzo Avitabile Music Life       | Enzo Avitabile Music Life          | Jonathan Demme                          | Włochy            |
| Nieprzenikniony                 | El impenetrable                    | Danièle Incalcaterra i Fausta Quattrini | Argentyna         |
| Kołysanka dla mojego ojca       | שיר ערש לאבי Lullaby to My Father  | Amos Gitaj                              | Izrael            |
| Lekarze z Afryki                | Medici con l'Africa                | Carlo Mazzacurati                       | Włochy            |
| Ludzki towar                    | La nave dolce                      | Daniele Vicari                          | Włochy            |
| Peter Brook: The Tightrope      | Peter Brook: The Tightrope         | Simon Brook                             | Wielka Brytania   |
| Sfiorando il muro               | Sfiorando il muro                  | Silvia Giralucci i Luca Ricciardi       | Włochy            |
| Świadek (odcinek "Libya")       | Witness                            | Abdallah Omeish                         | Stany Zjednoczone |
| Jutro było lepiej               | كان أفضل غدًا Ya man aach           | Hinde Boujemaa                          | Tunezja           |

### Sekcja „Horyzonty”
Następujące filmy zostały wyświetlone na festiwalu w ramach sekcji „Horyzonty”:
| Tytuł polski            | Tytuł oryginalny                                        | Reżyseria            | Kraj produkcji    |
| ----------------------- | ------------------------------------------------------- | -------------------- | ----------------- |
| Otchłań                 | Araf                                                    | Yeşim Ustaoğlu       | Turcja            |
| Piękne motyle           | Bellas mariposas                                        | Salvatore Mereu      | Włochy            |
| Boxing Day              | Boxing Day                                              | Bernard Rose         | Wielka Brytania   |
| Ekwilibryści            | Gli equilibristi                                        | Ivano De Matteo      | Włochy            |
| Leć z żurawiem          | 告訴他們,我乘白鶴去了 Gaosu tamen, wo cheng baihe qu le | Li Ruijun            | Chiny             |
| Przerwa                 | L'intervallo                                            | Leonardo Di Costanzo | Włochy            |
| Też chcę                | Я тоже хочу Ja toże choczu                              | Aleksiej Bałabanow   | Rosja             |
| Porwanie                | Kapringen                                               | Tobias Lindholm      | Dania             |
| Dom ojczysty            | خانهٔ پدری Khanéh Pedari                                 | Kianoush Ayari       | Iran              |
| Lwy                     | Leones                                                  | Jazmín López         | Argentyna         |
| Low Tide                | Low Tide                                                | Roberto Minervini    | Stany Zjednoczone |
| Cena wody               | מנתק המים Menatek Ha-maim                               | Idan Hubel           | Izrael            |
| Trzy siostry            | 三姊妹 San zimei                                        | Wang Bing            | Hongkong          |
| The Millennial Rapture  | 千年の愉楽 Sennen no yuraku                             | Kōji Wakamatsu       | Japonia           |
| Zima na placu Tahrir    | الشتا إللى فات El sheita elli fat                       | Ibrahim El-Batout    | Egipt             |
| Tango Libre             | Tango libre                                             | Frédéric Fonteyne    | Belgia            |
| Dziewczynka w trampkach | وجدة Wadjda                                             | Haifaa al-Mansour    | Arabia Saudyjska  |
| Yema                    | الفيلم الجزائري يما Yema                                | Djamila Sahraoui     | Algieria          |

## Laureaci nagród

### Konkurs główny
Złoty Lew
- Pieta, reż. Kim Ki-duk

Nagroda Specjalna Jury

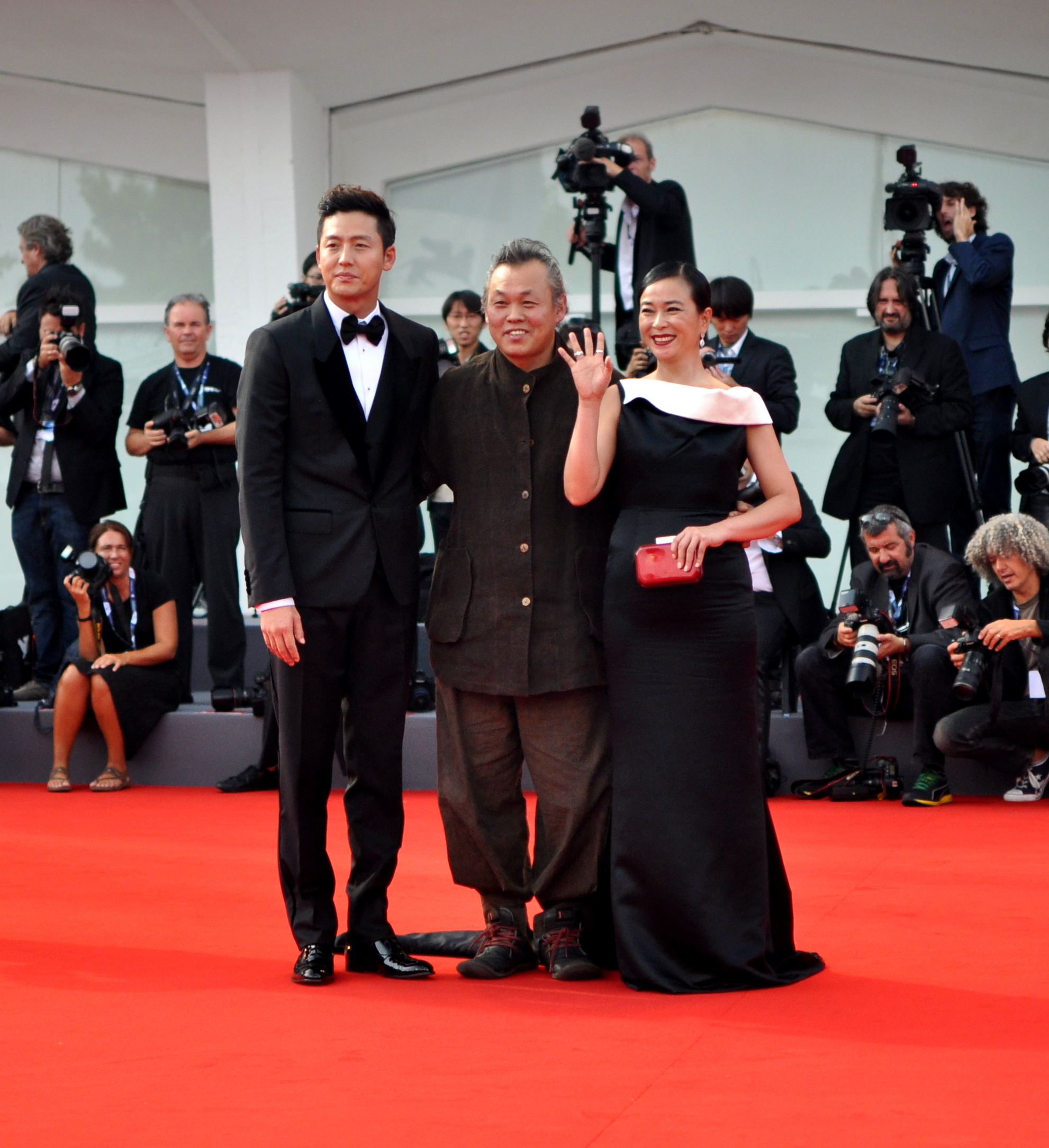
Laureat Złotego Lwa reżyser Kim Ki-duk wraz ze swoimi aktorami.

- Raj: wiara, reż. Ulrich Seidl

Srebrny Lew dla najlepszego reżysera
- Paul Thomas Anderson − Mistrz

Puchar Volpiego dla najlepszej aktorki
- Hadas Jaron − Wypełnić pustkę

Puchar Volpiego dla najlepszego aktora
- Philip Seymour Hoffman i Joaquin Phoenix − Mistrz

Złota Osella za najlepszy scenariusz
- Olivier Assayas − Po maju

Złota Osella za wybitne osiągnięcie techniczne
- Daniele Ciprì za zdjęcia do filmu Sprawcą był syn

Nagroda im. Marcello Mastroianniego dla początkującego aktora lub aktorki
- Fabrizio Falco − Sprawcą był syn i Śpiąca królewna

### Sekcja „Horyzonty”
Nagroda Główna
- Trzy siostry, reż. Wang Bing

Nagroda Specjalna Jury
- Tango Libre, reż. Frédéric Fonteyne

Nagroda za najlepszy film krótkometrażowy
- Zaproszenie, reż. Yoo Ming-young

### Wybrane pozostałe nagrody
Nagroda im. Luigiego De Laurentiisa za najlepszy debiut reżyserski
- Pył czasu, reż. Ali Aydın

Nagroda Publiczności w sekcji „Międzynarodowy Tydzień Krytyki”
- Jedz, śpij, umieraj, reż. Gabriela Pichler

Nagroda Label Europa Cinemas dla najlepszego filmu europejskiego
- Kraul, reż. Hervé Lasgouttes

Nagroda FIPRESCI
- Konkurs główny:  Mistrz, reż. Paul Thomas Anderson
- Sekcje paralelne:  Przerwa, reż. Leonardo Di Costanzo

Nagroda im. Francesco Pasinettiego (SNGCI – Narodowego Stowarzyszenia Włoskich Krytyków Filmowych)
- Najlepszy włoski film:  Przerwa, reż. Leonardo Di Costanzo
- Najlepszy włoski film dokumentalny:  Ludzki towar, reż. Daniele Vicari
- Najlepszy włoski aktor:  Valerio Mastandrea − Ekwilibryści
  - Wyróżnienie Specjalne:  Clarisse, reż. Liliana Cavani

Nagroda SIGNIS (Międzynarodowej Organizacji Mediów Katolickich)
- Wątpliwości, reż. Terrence Malick
  - Wyróżnienie Specjalne:  Wypełnić pustkę, reż. Rama Burshtein

Nagroda CICAE (Międzynarodowej Konfederacji Kin Studyjnych)
- Dziewczynka w trampkach, reż. Haifaa al-Mansour

Queerowy Lew dla najlepszego filmu o tematyce LGBT
- Ciężar, reż. Jeon Kyu-hwan

Nagroda UNICEF-u
- Sprawcą był syn, reż. Daniele Ciprì

Nagroda UNESCO
- Przerwa, reż. Leonardo Di Costanzo

Honorowy Złoty Lew za całokształt twórczości
- Francesco Rosi